# Serra Llarga (Creixell)
|  | Aquest article tracta sobre la serra del Tarragonès. Vegeu-ne altres significats a «Serra Llarga». |

La Serra Llarga és una serra situada als municipis de Creixell i la Pobla de Montornès, a la comarca del Tarragonès.